# Bảo tàng Podkarpackie ở Krosno
Bảo tàng Podkarpackie ở Krosno (tiếng Ba Lan: Muzeum Podkarpackie w Krośnie) là một bảo tàng tọa lạc tại số 16 phố Piłsudskiego, trong khu Phố cổ của Krosno, Ba Lan. Bảo tàng hiện đang bố trí các triển lãm bên trong tòa nhà lịch sử trước đây từng là Tòa giám mục.

## Lịch sử
Bảo tàng được thành lập vào năm 1954. Trong những năm đầu hoạt động, bảo tàng có tên là Bảo tàng Khu vực PTTK. Từ năm 1958, bảo tàng trở thành một tổ chức nhà nước và được đổi tên là Bảo tàng ở Krosno. Bảo tàng bắt đầu được gọi là Bảo tàng Quận từ năm 1975 và có tên hiện tại từ năm 2000.
Bảo tàng Podkarpackie ở Krosno có một chi nhánh là Bảo tàng Khảo cổ học ngoài trời "Karpacka Troja" ở làng Trzcinica, bảo tàng ngoài trời này mở cửa cho công chúng vào ngày 24-25 tháng 6 năm 2011.

## Cơ cấu tổ chức của bảo tàng
Bảo tàng Podkarpackie ở Krosno có các phòng ban dưới đây:
- Khảo cổ học
- Lịch sử
- Nghệ thuật
- Lịch sử của ánh sáng
- Lịch sử của thủy tinh và ngành công nghiệp thủy tinh
- Giáo dục và xúc tiến
- Hành chính và kinh tế
- Tài chính kế toán
- Thư viện